# Augustin Boumah
Augustin Boumah (* 7. November 1927 in Libreville, Französisch-Äquatorialafrika, heute: Gabun; † 23. April 2015) war ein gabunischer Politiker, der mehrmals Minister sowie zwischen 1980 und 1990 Präsident der Nationalversammlung war.

## Leben
Boumah, der zu den Bantu gehörte, war nach der Schulausbildung Absolvent der Hochschule für Überseestudien (École nationale de la France d’Outre-Mer) und danach Mitarbeiter der französischen Kolonialverwaltung in Französisch-Äquatorialafrika. Zuletzt war er Leiter der Verwaltung des Gerichts von Gabun, nachdem dieses am 17. August 1960 von Frankreich unabhängig geworden war. Anschließend wurde er 1961 Leiter der Abteilung Arbeit und Arbeitskräfte im Arbeitsministerium und danach zwischen 1963 und 1965 Kabinettschef des Arbeitsministeriums, ehe er von 1965 bis 1966 Direktor der Nationalen Verwaltungshochschule war.
Im Januar 1967 wurde Boumah von Staatspräsident Léon M’ba als Minister für Jugend und Sport erstmals in die Regierung berufen. Nach Regierungsumbildungen übernahm er im April 1967 das Amt des Justizministers sowie im September 1967 das Amt des Innenministers. Nach dem Tode Léon M’bas am 28. November 1967 behielt er das Amt des Innenministers auch in der Regierung von dessen Nachfolger Albert-Bernard Bongo. Nach der Gründung der Einheitspartei Parti Démocratique Gabonais (PDG) am 12. März 1968 wurde er Mitglied von deren Exekutivkomitee. Im Juli 1968 übernahm er das Amt des Finanzministers, das er aber später wieder verlor. Im März 1973 wurde er von Präsident Bongo wieder zum Finanzminister ernannt und bekleidete dieses Amt bis 1975.
Danach war er als Nachfolger von Paul Gondjout zwischen 1975 und 1980 Präsident des Obersten Gerichtshofes (Cour suprême du Gabon) sowie als Nachfolger von Georges Aleka Damas am 26. Februar 1980 seiner Ablösung durch Jules Aristide Bourdes Ogouliguende am 20. November 1990 Präsident der Nationalversammlung (Assemblée nationale du Gabon).
Boumah war verheiratet und Vater von zehn Kindern.